# Ana de Mendoza
Doña Ana Mendoza de la Cerda, principessa di Eboli, duchessa di Pastrana (nome completo in spagnolo: Doña Ana de Mendoza y de la Cerda; Cifuentes, 29 giugno 1540 – Pastrana, 2 febbraio 1592), è stata una nobile spagnola, suo jure II principessa di Mélito, II duchessa di Francavilla e III contessa di Aliano.
Era considerata una delle più belle donne di Spagna, nonostante avesse perso un occhio durante un duello con un paggio quando era giovane.

## Biografia

### Matrimonio
Ana de Mendoza, anche conosciuta come Principessa di Eboli, Contessa di Melito e Duchessa di Pastrana, nacque a Cifuentes il 29 giugno 1540 e sposò nel 1552 Ruy Gomez de Silva, I principe di Éboli quando aveva solamente dodici anni, su raccomandazione del principe Filippo. Suo marito era Principe di Éboli e ministro del Re.

### Vita a corte
Dopo la morte del marito, avvenuta nel 1573, Ana trascorse tre anni in un convento e fece ritorno alla vita pubblica solo nel 1576, quando divenne l'amante segreta di Antonio Pérez (1540–1615), segretario di Filippo II di Spagna.

### Ultimi anni e morte
Essi furono accusati di tradimento dei segreti di Stato e vennero arrestati nel 1579. Ana trascorse la sua reclusione prima presso la Torre di Pinto, poi presso il castello di Santorcaz e infine nel palazzo Ducale di Pastrana dove morì il 2 febbraio 1592.

## Discendenza
Ana de Mendoza e Ruy Gómez de Silva ebbero dieci figli:
- Diego (c.1558-1563)
- Ana de Silva y Mendoza (1560-1610) sposata nel 1572 ad Alonso Pérez de Guzmán, 7º Duca di Medina Sidonia
- Rodrigo de Silva y Mendoza (1562–1596), 2º duca di Pastrana
- Pedro de Silva y Mendoza (c. 1563)
- Diego de Silva y Mendoza (1564–1630), 1º marchese di Alenquer
- Ruy de Silva y Mendoza (1565–), 1º marchese di La Eliseda
- Fernando de Silva y Mendoza, noto in seguito come Pedro González de Mendoza (1570–1639)
- María de Mendoza e María de Silva (c. 1570), gemelle che morirono prematuramente;
- Ana de Silva y Mendoza (1573-1614)

## Nella cultura di massa
Nella tragedia Don Carlos di Friedrich Schiller e nell'opera Don Carlo di Giuseppe Verdi è presente un personaggio chiamato Principessa Eboli basato su Ana.
È stata inoltre protagonista del romanzo That Lady di Kate O'Brien, e della sua trasposizione cinematografica del 1955, La principessa di Mendoza. Appare anche nel romanzo En el umbral de la hoguera di Josefina Molina e nella serie televisiva Teresa de Jesus della stessa Molina e nel romanzo di Cinzia Tani Donne di spade. Il volo delle aquile (2019).
La principessa di Eboli, inoltre, è stata fonte d'ispirazione parziale per l'abbigliamento di Orospina, Signora Ricamatrice, uno dei boss presenti nel metroidvania Blasphemous II.